# 短柄杜鹃
短柄杜鹃（学名：Rhododendron brevipetiolatum）为杜鹃花科杜鹃花属下的一个种。

## 扩展阅读
- 維基物種上的相關：短柄杜鹃